# Serie A1 1985-1986 (hockey su pista)
La Serie A1 1985-1986 è stata la 63ª edizione (la 37ª a girone unico) del massimo campionato italiano di hockey su pista maschile. Dopo aver concluso al secondo posto in classifica la stagione regolare, l'Amatori Vercelli conquistò il suo secondo scudetto battendo in finale play-off Bassano.

## Formula
Per la stagione 1985-1986 il campionato si svolse tra 14 squadre che si affrontarono in un girone unico, con partite di andata e ritorno. Al termine della stagione regolare si disputatoro i play-off scudetto con turno preliminare (con squadre di Serie A2)..

## Squadre partecipanti
| Club                 | Stag.    | Città                          | Impianto                              | Stagione precedente               |
| -------------------- | -------- | ------------------------------ | ------------------------------------- | --------------------------------- |
| Amatori Lodi         | dettagli | Lodi (MI)                      | PalaCastellotti                       | 7º in Serie A1                    |
| Amatori Modena       | dettagli | Modena                         | PalaMolza                             | 1º in Serie A2, promosso          |
| Amatori Vercelli     | dettagli | Vercelli                       | PalaIsola                             | 5º in Serie A1                    |
| Atl. Forte dei Marmi | dettagli | Forte dei Marmi (LU)           | PalaForte                             | 2º in Serie A1                    |
| Bassano              | dettagli | Bassano del Grappa (VI)        | PalaDolfin                            | 3º in Serie A1                    |
| Castiglione          | dettagli | Castiglione della Pescaia (GR) | Pala Casa Mora                        | 8º in Serie A1                    |
| CGC Viareggio        | dettagli | Viareggio (LU)                 | Palazzo dello Sport                   | 3º in Serie A2, promosso          |
| Follonica            | dettagli | Follonica (GR)                 | Pista Armeni                          | 10º in Serie A1                   |
| Monza                | dettagli | Monza (MI)                     | PalaBeretta di Biassono (MI)          | 4º in Serie A1                    |
| Novara               | dettagli | Novara                         | Palasport di Novara                   | 1º in Serie A1, campione d'Italia |
| Pordenone            | dettagli | Pordenone                      | PalaMarmi                             | 6º in Serie A1                    |
| Reggiana             | dettagli | Reggio nell'Emilia             | PalaFanticini                         | 11º in Serie A1                   |
| Roller Monza         | dettagli | Monza (MI)                     | Palazzetto Paolo VI di Brugherio (MI) | 9º in Serie A1                    |
| Trissino             | dettagli | Trissino (VI)                  | Palasport via Dante                   | 2º in Serie A2, promosso          |

### Allenatori e primatisti
Fonti per allenatori e marcatori:
| Squadra              | Allenatore                                  | Cannoniere (Miglior marcatore nella stagione regolare) |
| -------------------- | ------------------------------------------- | ------------------------------------------------------ |
| Amatori Lodi         | Rinaldo Uggeri                              | Antonio Miguel Rocha (43)                              |
| Amatori Modena       | Italo Panzani                               | Ivano Zanfi (23)                                       |
| Amatori Vercelli     | Francesco Marchesini, poi Alfredo Tarchetti | Giuseppe Marzella (47)                                 |
| Atl. Forte dei Marmi | Walter Luisi                                | Carlos Moreta (33)                                     |
| Bassano              | António Livramento                          | Fernando Luis Dubois Nunes (64)                        |
| Castiglione          | Eugenio Romani                              | Daniel Cocinero (30)                                   |
| CGC Viareggio        | Moreno Cosci                                | Jaime Nelson (41)                                      |
| Follonica            | Fulvio Aloisi                               | Angelo Maldonado (22)                                  |
| Monza                | Antonio Caricato                            | Antonio Cesana (38)                                    |
| Novara               | Beniamino Battistella                       | Osvaldo Rodríguez (46)                                 |
| Pordenone            | Luciano Dall'Acqua                          | Pablo Cairo (34)                                       |
| Reggiana             | Montanari                                   | Roberto Marino (27)                                    |
| Roller Monza         | Giulio Fona                                 | José Virgilio (19)                                     |
| Trissino             | Bruno Vigolo e Giuseppe Bertacco            | Antonio Faccin (27)                                    |

## Classifica finale
Classifica compilata esclusivamente con dati LNHP-FIHP.
|  | Pos. | Squadra              | Pt | G   | V  | N | P  | GF  | GS  | DR   |
|  | ---- | -------------------- | -- | --- | -- | - | -- | --- | --- | ---- |
|  | 1.   | Bassano              | 42 | 26  | 19 | 4 | 3  | 182 | 105 | +72  |
|  | 2.   | Amatori Vercelli     | 41 | 26  | 20 | 1 | 5  | 154 | 90  | +64  |
|  | 3.   | Novara               | 41 | 226 | 19 | 3 | 4  | 160 | 97  | +63  |
|  | 4.   | Amatori Lodi         | 32 | 26  | 14 | 4 | 8  | 117 | 97  | +50  |
|  | 5.   | Monza                | 29 | 26  | 11 | 7 | 8  | 132 | 113 | +23  |
|  | 6.   | Pordenone            | 26 | 26  | 10 | 6 | 10 | 104 | 98  | +6   |
|  | 7.   | Atl. Forte dei Marmi | 26 | 26  | 11 | 4 | 11 | 92  | 92  | 0    |
|  | 8.   | CGC Viareggio (-1)   | 25 | 26  | 10 | 6 | 10 | 90  | 93  | -3   |
|  | 9.   | Castiglione          | 24 | 26  | 9  | 6 | 11 | 95  | 114 | -19  |
|  | 10.  | Trissino             | 21 | 26  | 8  | 5 | 13 | 71  | 115 | -44  |
|  | 11.  | Reggiana             | 20 | 26  | 7  | 6 | 13 | 94  | 109 | -14  |
|  | 12.  | Roller Monza         | 20 | 26  | 6  | 8 | 12 | 113 | 135 | -32  |
|  | 13.  | Follonica (-1)       | 11 | 26  | 4  | 4 | 18 | 77  | 123 | -46  |
|  | 14.  | Amatori Modena       | 4  | 26  | 1  | 2 | 23 | 85  | 185 | -100 |

Legenda:
  Partecipa ai play-off scudetto e/o spareggio retrocessione.
  Vincitore della Coppa Italia 1985-1986.
      Campione d'Italia e ammessa alla Coppa dei Campioni 1986-1987.
      Ammesso alla Coppa delle Coppe 1986-1987.
      Ammesso alla Coppa CERS 1986-1987.
      Retrocesso in Serie A2 1986-1987.
Note:
Due punti a vittoria, uno a pareggio, zero a sconfitta.
In caso di arrivo di due o più squadre a pari punti, la graduatoria finale verrà stilata secondo la classifica avulsa tra le squadre interessate che prevede, in ordine, i seguenti criteri:
- Punti negli scontri diretti.
- Differenza reti negli scontri diretti.
- Differenza reti generale.
- Reti realizzate in generale.
- Sorteggio.

CGC Viareggio e Follonica hanno scontato un punto di penalizzazione.

## Spareggio salvezza/retrocessione
|          | Risultati             |              | Luogo e data             |
| -------- | --------------------- | ------------ | ------------------------ |
| Reggiana | 7-6 d.t.r. (dopo 5-5) | Roller Monza | Breganze, 1º maggio 1986 |
|          |                       |              |                          |

| Arbitro: | Brunner (Trieste) |

|                                                                          |                      |                                                                    |
| Garetti 12'05", 26'17" Baraldi 42'40" Magnani 44'46" Fernandez 47'07"    | Marcatori            | 6'44", Leste 21'13", 28'23", 39'55" Fona 29'56" Calloni            |
| Garetti Magnani Fernandez Marino Prandi Garetti Fernandez Marino Garetti | Tiri di rigore 2 – 1 | Calloni M. Ferrari Fona P.C. Ferrari Leste Fona Calloni M. Ferrari |
| Montanari                                                                | Allenatori           | Giulio Fona                                                        |

## Stagione regolare

### Tabellone
Compilato esclusivamente con risultati omologati dalla FIHP.
| 1985-1986        | AmLo | AmMo | AmVc | AtFM | Bass | Cast | CgcV  | Foll | Monz | Nova | Pord | Regg | Roll | Tris |
| ---------------- | ---- | ---- | ---- | ---- | ---- | ---- | ----- | ---- | ---- | ---- | ---- | ---- | ---- | ---- |
| Amatori Lodi     | –––– | 6-3  | 6-4  | 2-3  | 7-9  | 6-2  | 4-3   | 5-3  | 7-5  | 5-4  | 4-1  | 5-1  | 5-2  | 8-4  |
| Amatori Modena   | 2-8  | –––– | 2-12 | 4-6  | 5-12 | 3-7  | 5-5   | 7-2  | 2-8  | 0-7  | 1-9  | 3-3  | 5-8  | 3-4  |
| Amatori Vercelli | 9-3  | 6-5  | –––– | 2-1  | 13-5 | 8-3  | 7-4   | 5-3  | 5-5  | 5-8  | 3-2  | 6-3  | 11-3 | 8-2  |
| Atl.Forte Marmi  | 4-4  | 3-0  | 0-1  | –––– | 1-2  | 3-6  | 4-2   | 5-1  | 2-3  | 7-7  | 3-3  | 8-2  | 4-2  | 9-1  |
| Bassano          | 6-5  | 11-8 | 10-5 | 11-2 | –––– | 4-5  | 6-6   | 6-1  | 5-3  | 8-4  | 8-0  | 8-3  | 10-2 | 10-1 |
| Castiglione      | 3-3  | 9-4  | 3-2  | 1-2  | 2-2  | –––– | 5-4   | 5-4  | 5-8  | 2-6  | 4-5  | 3-5  | 2-2  | 6-4  |
| CGC Viareggio    | 3-1  | 6-3  | 1-4  | 3-2  | 4-3  | 4-4  | ––––  | 3-1  | 5-5  | 3-2  | 2-4  | 5-1  | 0-2  | 2-3  |
| Follonica        | 3-3  | 10-5 | 4-5  | 5-6  | 3-4  | 1-6  | 3-4   | –––– | 4-7  | 2-4  | 5-5  | 2-1  | 4-4  | 0-2  |
| Monza            | 4-5  | 7-0  | 4-7  | 6-2  | 5-7  | 5-4  | 10-10 | 3-4  | –––– | 2-8  | 4-4  | 3-2  | 5-1  | 3-3  |
| Novara           | 5-2  | 9-3  | 5-1  | 8-5  | 4-4  | 3-3  | 5-1   | 15-4 | 4-10 | –––– | 8-5  | 6-4  | 7-6  | 10-4 |
| Pordenone        | 3-2  | 5-3  | 4-5  | 2-2  | 3-9  | 7-1  | 1-2   | 1-2  | 7-3  | 2-4  | –––– | 4-4  | 9-3  | 5-0  |
| Reggiana         | 4-4  | 7-4  | 3-5  | 6-0  | 2-8  | 8-1  | 1-2   | 3-3  | 3-3  | 3-5  | 7-3  | –––– | 6-4  | 5-4  |
| Roller Monza     | 6-7  | 10-4 | 0-9  | 7-3  | 6-6  | 9-1  | 6-6   | 6-1  | 4-8  | 3-5  | 6-6  | 5-5  | –––– | 3-3  |
| Trissino         | 1-0  | 5-1  | 1-6  | 1-5  | 5-8  | 2-2  | 1-0   | 3-2  | 3-3  | 3-7  | 3-4  | 5-2  | 3-3  | –––– |

### Calendario
| Andata (1ª) | Andata (1ª) | Prima giornata                  | Ritorno (14ª) | Ritorno (14ª) |
|             |             |                                 |               |               |
| 28 set.     | 4-1         | Amatori Lodi-Pordenone          | 2-3           | 4 gen.        |
| 28 set.     | 5-12        | Amatori Modena-Bassano          | 8-11          | 4 gen.        |
| 28 set.     | 3-6         | Atl.Forte dei Marmi-Castiglione | 2-1           | 4 gen.        |
| 28 set.     | 4-7         | Follonica-Monza                 | 4-3           | 4 gen.        |
| 28 set.     | 5-1         | Novara-CGC Viareggio            | 2-3           | 4 gen.        |
| 28 set.     | 5-5         | Roller Monza-Reggiana           | 4-6           | 4 gen.        |
| 28 set.     | 1-6         | Trissino-Amatori Vercelli       | 2-8           | 4 gen.        |

| Andata (2ª) | Andata (2ª) | Seconda giornata              | Ritorno (15ª) | Ritorno (15ª) |
|             |             |                               |               |               |
| 5 ott.      | 9-3         | Amatori Vercelli-Amatori Lodi | 4-6           | 11 gen.       |
| 5 ott.      | 8-4         | Bassano-Novara                | 4-4           | 11 gen.       |
| 5 ott.      | 2-2         | Castiglione-Roller Monza      | 1-9           | 11 gen.       |
| 5 ott.      | 2-3         | CGC Viareggio-Trissino        | 0-1           | 11 gen.       |
| 5 ott.      | 6-2         | Monza-Atl.Forte dei Marmi     | 3-2           | 11 gen.       |
| 5 ott.      | 1-2         | Pordenone-Follonica           | 5-5           | 11 gen.       |
| 5 ott.      | 7-4         | Reggiana-Amatori Modena       | 3-3           | 11 gen.       |

| Andata (3ª) | Andata (3ª) | Terza giornata                       | Ritorno (16ª) | Ritorno (16ª) |
|             |             |                                      |               |               |
| 12 ott.     | 4-3         | Amatori Lodi-CGC Viareggio           | 1-3           | 18 feb.       |
| 12 ott.     | 1-9         | Amatori Modena-Pordenone             | 3-5           | 18 feb.       |
| 12 ott.     | 0-1         | Atl.Forte dei Marmi-Amatori Vercelli | 1-2           | 18 feb.       |
| 12 ott.     | 2-1         | Follonica-Reggiana                   | 3-3           | 18 feb.       |
| 12 ott.     | 3-3         | Novara-Castiglione                   | 6-2           | 18 feb.       |
| 12 ott.     | 6-6         | Roller Monza-Bassano                 | 2-10          | 18 feb.       |
| 12 ott.     | 3-3         | Trissino-Monza                       | 3-3           | 18 feb.       |

| Andata (4ª) | Andata (4ª) | Quarta giornata                  | Ritorno (17ª) | Ritorno (17ª) |
|             |             |                                  |               |               |
| 19 ott.     | 5-5         | Amatori Vercelli-Monza           | 7-4           | 25 gen.       |
| 19 ott.     | 6-5         | Bassano-Amatori Lodi             | 9-7           | 25 gen.       |
| 19 ott.     | 9-4         | Castiglione-Amatori Modena       | 7-3           | 25 gen.       |
| 19 ott.     | 3-1         | CGC Viareggio-Follonica          | 4-3           | 25 gen.       |
| 19 ott.     | 5-0         | Pordenone-Trissino               | 4-3           | 25 gen.       |
| 19 ott.     | 3-5         | Reggiana-Novara                  | 4-6           | 25 gen.       |
| 19 ott.     | 7-3         | Roller Monza-Atl.Forte dei Marmi | 2-4           | 25 gen.       |

| Andata (3ª) | Andata (3ª) | Terza giornata                       | Ritorno (16ª) | Ritorno (16ª) |
|             |             |                                      |               |               |
| 12 ott.     | 4-3         | Amatori Lodi-CGC Viareggio           | 1-3           | 18 feb.       |
| 12 ott.     | 1-9         | Amatori Modena-Pordenone             | 3-5           | 18 feb.       |
| 12 ott.     | 0-1         | Atl.Forte dei Marmi-Amatori Vercelli | 1-2           | 18 feb.       |
| 12 ott.     | 2-1         | Follonica-Reggiana                   | 3-3           | 18 feb.       |
| 12 ott.     | 3-3         | Novara-Castiglione                   | 6-2           | 18 feb.       |
| 12 ott.     | 6-6         | Roller Monza-Bassano                 | 2-10          | 18 feb.       |
| 12 ott.     | 3-3         | Trissino-Monza                       | 3-3           | 18 feb.       |

| Andata (4ª) | Andata (4ª) | Quarta giornata                  | Ritorno (17ª) | Ritorno (17ª) |
|             |             |                                  |               |               |
| 19 ott.     | 5-5         | Amatori Vercelli-Monza           | 7-4           | 25 gen.       |
| 19 ott.     | 6-5         | Bassano-Amatori Lodi             | 9-7           | 25 gen.       |
| 19 ott.     | 9-4         | Castiglione-Amatori Modena       | 7-3           | 25 gen.       |
| 19 ott.     | 3-1         | CGC Viareggio-Follonica          | 4-3           | 25 gen.       |
| 19 ott.     | 5-0         | Pordenone-Trissino               | 4-3           | 25 gen.       |
| 19 ott.     | 3-5         | Reggiana-Novara                  | 4-6           | 25 gen.       |
| 19 ott.     | 7-3         | Roller Monza-Atl.Forte dei Marmi | 2-4           | 25 gen.       |

| Andata (5ª) | Andata (5ª) | Quinta giornata              | Ritorno (18ª) | Ritorno (18ª) |
|             |             |                              |               |               |
| 26 ott.     | 5-2         | Amatori Lodi-Roller Monza    | 7-6           | 1º feb.       |
| 26 ott.     | 5-5         | Amatori Modena-CGC Viareggio | 3-6           | 1º feb.       |
| 26 ott.     | 8-2         | Atl.Forte dei Marmi-Reggiana | 0-6           | 1º feb.       |
| 26 ott.     | 4-5         | Bassano-Castiglione          | 2-2           | 1º feb.       |
| 26 ott.     | 4-5         | Follonica-Amatori Vercelli   | 3-5           | 1º feb.       |
| 26 ott.     | 4-4         | Monza-Pordenone              | 3-7           | 1º feb.       |
| 26 ott.     | 10-4        | Novara-Trissino              | 7-3           | 1º feb.       |

| Andata (6ª) | Andata (6ª) | Sesta giornata                     | Ritorno (19ª) | Ritorno (19ª) |
|             |             |                                    |               |               |
| 2 nov.      | 5-8         | Amatori Vercelli-Novara            | 1-5           | 8 feb.        |
| 2 nov.      | 3-0         | Atl.Forte dei Marmi-Amatori Modena | 6-4           | 8 feb.        |
| 2 nov.      | 3-3         | Castiglione-Amatori Lodi           | 2-6           | 8 feb.        |
| 2 nov.      | 1-2         | Pordenone-CGC Viareggio            | 4-2           | 8 feb.        |
| 2 nov.      | 2-8         | Reggiana-Bassano                   | 3-8           | 8 feb.        |
| 2 nov.      | 4-8         | Roller Monza-Monza                 | 1-5           | 8 feb.        |
| 2 nov.      | 3-2         | Trissino-Follonica                 | 2-0           | 8 feb.        |

| Andata (5ª) | Andata (5ª) | Quinta giornata              | Ritorno (18ª) | Ritorno (18ª) |
|             |             |                              |               |               |
| 26 ott.     | 5-2         | Amatori Lodi-Roller Monza    | 7-6           | 1º feb.       |
| 26 ott.     | 5-5         | Amatori Modena-CGC Viareggio | 3-6           | 1º feb.       |
| 26 ott.     | 8-2         | Atl.Forte dei Marmi-Reggiana | 0-6           | 1º feb.       |
| 26 ott.     | 4-5         | Bassano-Castiglione          | 2-2           | 1º feb.       |
| 26 ott.     | 4-5         | Follonica-Amatori Vercelli   | 3-5           | 1º feb.       |
| 26 ott.     | 4-4         | Monza-Pordenone              | 3-7           | 1º feb.       |
| 26 ott.     | 10-4        | Novara-Trissino              | 7-3           | 1º feb.       |

| Andata (6ª) | Andata (6ª) | Sesta giornata                     | Ritorno (19ª) | Ritorno (19ª) |
|             |             |                                    |               |               |
| 2 nov.      | 5-8         | Amatori Vercelli-Novara            | 1-5           | 8 feb.        |
| 2 nov.      | 3-0         | Atl.Forte dei Marmi-Amatori Modena | 6-4           | 8 feb.        |
| 2 nov.      | 3-3         | Castiglione-Amatori Lodi           | 2-6           | 8 feb.        |
| 2 nov.      | 1-2         | Pordenone-CGC Viareggio            | 4-2           | 8 feb.        |
| 2 nov.      | 2-8         | Reggiana-Bassano                   | 3-8           | 8 feb.        |
| 2 nov.      | 4-8         | Roller Monza-Monza                 | 1-5           | 8 feb.        |
| 2 nov.      | 3-2         | Trissino-Follonica                 | 2-0           | 8 feb.        |

| Andata (7ª) | Andata (7ª) | Settima giornata                  | Ritorno (20ª) | Ritorno (20ª) |
|             |             |                                   |               |               |
| 9 nov.      | 8-4         | Amatori Lodi-Trissino             | 0-1           | 15 feb.       |
| 9 nov.      | 8-0         | Bassano-Pordenone                 | 9-3           | 15 feb.       |
| 9 nov.      | 3-2         | CGC Viareggio-Atl.Forte dei Marmi | 2-4           | 15 feb.       |
| 9 nov.      | 10-5        | Follonica-Amatori Modena          | 2-7           | 15 feb.       |
| 9 nov.      | 5-4         | Monza-Castiglione                 | 8-5           | 15 feb.       |
| 9 nov.      | 7-6         | Novara-Roller Monza               | 5-3           | 15 feb.       |
| 9 nov.      | 3-5         | Reggiana-Amatori Vercelli         | 3-6           | 15 feb.       |

| Andata (8ª) | Andata (8ª) | Ottava giornata             | Ritorno (21ª) | Ritorno (21ª) |
|             |             |                             |               |               |
| 16 nov.     | 2-8         | Amatori Modena-Monza        | 0-7           | 22 feb.       |
| 16 nov.     | 1-2         | Atl.Forte dei Marmi-Bassano | 2-11          | 22 feb.       |
| 16 nov.     | 5-4         | Castiglione-Follonica       | 6-1           | 22 feb.       |
| 16 nov.     | 5-2         | Novara-Amatori Lodi         | 4-5           | 22 feb.       |
| 16 nov.     | 4-5         | Pordenone-Amatori Vercelli  | 2-3           | 22 feb.       |
| 16 nov.     | 6-6         | Roller Monza-CGC Viareggio  | 2-0           | 22 feb.       |
| 16 nov.     | 5-2         | Trissino-Reggiana           | 4-5           | 22 feb.       |

| Andata (7ª) | Andata (7ª) | Settima giornata                  | Ritorno (20ª) | Ritorno (20ª) |
|             |             |                                   |               |               |
| 9 nov.      | 8-4         | Amatori Lodi-Trissino             | 0-1           | 15 feb.       |
| 9 nov.      | 8-0         | Bassano-Pordenone                 | 9-3           | 15 feb.       |
| 9 nov.      | 3-2         | CGC Viareggio-Atl.Forte dei Marmi | 2-4           | 15 feb.       |
| 9 nov.      | 10-5        | Follonica-Amatori Modena          | 2-7           | 15 feb.       |
| 9 nov.      | 5-4         | Monza-Castiglione                 | 8-5           | 15 feb.       |
| 9 nov.      | 7-6         | Novara-Roller Monza               | 5-3           | 15 feb.       |
| 9 nov.      | 3-5         | Reggiana-Amatori Vercelli         | 3-6           | 15 feb.       |

| Andata (8ª) | Andata (8ª) | Ottava giornata             | Ritorno (21ª) | Ritorno (21ª) |
|             |             |                             |               |               |
| 16 nov.     | 2-8         | Amatori Modena-Monza        | 0-7           | 22 feb.       |
| 16 nov.     | 1-2         | Atl.Forte dei Marmi-Bassano | 2-11          | 22 feb.       |
| 16 nov.     | 5-4         | Castiglione-Follonica       | 6-1           | 22 feb.       |
| 16 nov.     | 5-2         | Novara-Amatori Lodi         | 4-5           | 22 feb.       |
| 16 nov.     | 4-5         | Pordenone-Amatori Vercelli  | 2-3           | 22 feb.       |
| 16 nov.     | 6-6         | Roller Monza-CGC Viareggio  | 2-0           | 22 feb.       |
| 16 nov.     | 5-2         | Trissino-Reggiana           | 4-5           | 22 feb.       |

| Andata (9ª) | Andata (9ª) | Nona giornata                   | Ritorno (22ª) | Ritorno (22ª) |
|             |             |                                 |               |               |
| 30 nov.     | 6-5         | Amatori Vercelli-Amatori Modena | 12-2          | 1º mar.       |
| 30 nov.     | 4-3         | CGC Viareggio-Bassano           | 6-6           | 1º mar.       |
| 30 nov.     | 3-3         | Follonica-Amatori Lodi          | 3-5           | 1º mar.       |
| 30 nov.     | 2-8         | Monza-Novara                    | 10-4          | 1º mar.       |
| 30 nov.     | 2-2         | Pordenone-Atl.Forte dei Marmi   | 3-3           | 1º mar.       |
| 30 nov.     | 8-1         | Reggiana-Castiglione            | 5-3           | 1º mar.       |
| 30 nov.     | 3-3         | Trissino-Roller Monza           | 3-3           | 1º mar.       |

| Andata (10ª) | Andata (10ª) | Decima giornata               | Ritorno (23ª) | Ritorno (23ª) |
|              |              |                               |               |               |
| 7 dic.       | 5-1          | Amatori Lodi-Reggiana         | 4-4           | 8 mar.        |
| 7 dic.       | 3-4          | Amatori Modena-Trissino       | 1-5           | 8 mar.        |
| 7 dic.       | 5-1          | Atl.Forte dei Marmi-Follonica | 6-5           | 8 mar.        |
| 7 dic.       | 5-3          | Bassano-Monza                 | 7-5           | 8 mar.        |
| 7 dic.       | 5-4          | Castiglione-CGC Viareggio     | 4-4           | 8 mar.        |
| 7 dic.       | 8-5          | Novara-Pordenone              | 4-2           | 8 mar.        |
| 7 dic.       | 0-9          | Roller Monza-Amatori Vercelli | 3-11          | 8 mar.        |

| Andata (9ª) | Andata (9ª) | Nona giornata                   | Ritorno (22ª) | Ritorno (22ª) |
|             |             |                                 |               |               |
| 30 nov.     | 6-5         | Amatori Vercelli-Amatori Modena | 12-2          | 1º mar.       |
| 30 nov.     | 4-3         | CGC Viareggio-Bassano           | 6-6           | 1º mar.       |
| 30 nov.     | 3-3         | Follonica-Amatori Lodi          | 3-5           | 1º mar.       |
| 30 nov.     | 2-8         | Monza-Novara                    | 10-4          | 1º mar.       |
| 30 nov.     | 2-2         | Pordenone-Atl.Forte dei Marmi   | 3-3           | 1º mar.       |
| 30 nov.     | 8-1         | Reggiana-Castiglione            | 5-3           | 1º mar.       |
| 30 nov.     | 3-3         | Trissino-Roller Monza           | 3-3           | 1º mar.       |

| Andata (10ª) | Andata (10ª) | Decima giornata               | Ritorno (23ª) | Ritorno (23ª) |
|              |              |                               |               |               |
| 7 dic.       | 5-1          | Amatori Lodi-Reggiana         | 4-4           | 8 mar.        |
| 7 dic.       | 3-4          | Amatori Modena-Trissino       | 1-5           | 8 mar.        |
| 7 dic.       | 5-1          | Atl.Forte dei Marmi-Follonica | 6-5           | 8 mar.        |
| 7 dic.       | 5-3          | Bassano-Monza                 | 7-5           | 8 mar.        |
| 7 dic.       | 5-4          | Castiglione-CGC Viareggio     | 4-4           | 8 mar.        |
| 7 dic.       | 8-5          | Novara-Pordenone              | 4-2           | 8 mar.        |
| 7 dic.       | 0-9          | Roller Monza-Amatori Vercelli | 3-11          | 8 mar.        |

| Andata (11ª) | Andata (11ª) | Undicesima giornata          | Ritorno (24ª) | Ritorno (24ª) |
|              |              |                              |               |               |
| 14 dic.      | 5-8          | Amatori Modena-Roller Monza  | 4-10          | 15 mar.       |
| 14 dic.      | 13-5         | Amatori Vercelli-Bassano     | 5-10          | 15 mar.       |
| 14 dic.      | 5-1          | CGC Viareggio-Reggiana       | 2-1           | 15 mar.       |
| 14 dic.      | 2-4          | Follonica-Novara             | 4-15          | 15 mar.       |
| 14 dic.      | 4-5          | Monza-Amatori Lodi           | 5-7           | 15 mar.       |
| 14 dic.      | 7-1          | Pordenone-Castiglione        | 5-4           | 15 mar.       |
| 14 dic.      | 1-5          | Trissino-Atl.Forte dei Marmi | 1-9           | 15 mar.       |

| Andata (12ª) | Andata (12ª) | Dodicesima giornata              | Ritorno (25ª) | Ritorno (25ª) |
|              |              |                                  |               |               |
| 21 dic.      | 2-3          | Amatori Lodi-Atl.Forte dei Marmi | 4-4           | 22 mar.       |
| 21 dic.      | 6-1          | Bassano-Follonica                | 4-3           | 22 mar.       |
| 21 dic.      | 6-4          | Castiglione-Trissino             | 2-2           | 22 mar.       |
| 21 dic.      | 1-4          | CGC Viareggio-Amatori Vercelli   | 4-7           | 22 mar.       |
| 21 dic.      | 9-3          | Novara-Amatori Modena            | 7-0           | 22 mar.       |
| 21 dic.      | 3-3          | Reggiana-Monza                   | 2-3           | 22 mar.       |
| 21 dic.      | 6-6          | Roller Monza-Pordenone           | 3-9           | 22 mar.       |

| Andata (11ª) | Andata (11ª) | Undicesima giornata          | Ritorno (24ª) | Ritorno (24ª) |
|              |              |                              |               |               |
| 14 dic.      | 5-8          | Amatori Modena-Roller Monza  | 4-10          | 15 mar.       |
| 14 dic.      | 13-5         | Amatori Vercelli-Bassano     | 5-10          | 15 mar.       |
| 14 dic.      | 5-1          | CGC Viareggio-Reggiana       | 2-1           | 15 mar.       |
| 14 dic.      | 2-4          | Follonica-Novara             | 4-15          | 15 mar.       |
| 14 dic.      | 4-5          | Monza-Amatori Lodi           | 5-7           | 15 mar.       |
| 14 dic.      | 7-1          | Pordenone-Castiglione        | 5-4           | 15 mar.       |
| 14 dic.      | 1-5          | Trissino-Atl.Forte dei Marmi | 1-9           | 15 mar.       |

| Andata (12ª) | Andata (12ª) | Dodicesima giornata              | Ritorno (25ª) | Ritorno (25ª) |
|              |              |                                  |               |               |
| 21 dic.      | 2-3          | Amatori Lodi-Atl.Forte dei Marmi | 4-4           | 22 mar.       |
| 21 dic.      | 6-1          | Bassano-Follonica                | 4-3           | 22 mar.       |
| 21 dic.      | 6-4          | Castiglione-Trissino             | 2-2           | 22 mar.       |
| 21 dic.      | 1-4          | CGC Viareggio-Amatori Vercelli   | 4-7           | 22 mar.       |
| 21 dic.      | 9-3          | Novara-Amatori Modena            | 7-0           | 22 mar.       |
| 21 dic.      | 3-3          | Reggiana-Monza                   | 2-3           | 22 mar.       |
| 21 dic.      | 6-6          | Roller Monza-Pordenone           | 3-9           | 22 mar.       |

| \| Andata (13ª) \| Andata (13ª) \| Tredicesima giornata \| Ritorno (26ª) \| Ritorno (26ª) \| \| \| \| \| \| \| \| 28 dic. \| 2-8 \| Amatori Modena-Amatori Lodi \| 3-6 \| 25 mar. \| \| 28 dic. \| 8-3 \| Amatori Vercelli-Castiglione \| 2-3 \| 25 mar. \| \| 28 dic. \| 7-7 \| Atl.Forte dei Marmi-Novara \| 5-8 \| 25 mar. \| \| 28 dic. \| 4-4 \| Follonica-Roller Monza \| 1-6 \| 25 mar. \| \| 28 dic. \| 10-10 \| Monza-CGC Viareggio \| 5-5 \| 25 mar. \| \| 28 dic. \| 4-4 \| Pordenone-Reggiana \| 3-7 \| 25 mar. \| \| 28 dic. \| 5-8 \| Trissino-Bassano \| 1-10 \| 25 mar. \| |              |                              |               |               |
| Andata (13ª) | Andata (13ª) | Tredicesima giornata         | Ritorno (26ª) | Ritorno (26ª) |
| |              |                              |               |               |
| 28 dic. | 2-8          | Amatori Modena-Amatori Lodi  | 3-6           | 25 mar.       |
| 28 dic. | 8-3          | Amatori Vercelli-Castiglione | 2-3           | 25 mar.       |
| 28 dic. | 7-7          | Atl.Forte dei Marmi-Novara   | 5-8           | 25 mar.       |
| 28 dic. | 4-4          | Follonica-Roller Monza       | 1-6           | 25 mar.       |
| 28 dic. | 10-10        | Monza-CGC Viareggio          | 5-5           | 25 mar.       |
| 28 dic. | 4-4          | Pordenone-Reggiana           | 3-7           | 25 mar.       |
| 28 dic. | 5-8          | Trissino-Bassano             | 1-10          | 25 mar.       |

| Andata (13ª) | Andata (13ª) | Tredicesima giornata         | Ritorno (26ª) | Ritorno (26ª) |
|              |              |                              |               |               |
| 28 dic.      | 2-8          | Amatori Modena-Amatori Lodi  | 3-6           | 25 mar.       |
| 28 dic.      | 8-3          | Amatori Vercelli-Castiglione | 2-3           | 25 mar.       |
| 28 dic.      | 7-7          | Atl.Forte dei Marmi-Novara   | 5-8           | 25 mar.       |
| 28 dic.      | 4-4          | Follonica-Roller Monza       | 1-6           | 25 mar.       |
| 28 dic.      | 10-10        | Monza-CGC Viareggio          | 5-5           | 25 mar.       |
| 28 dic.      | 4-4          | Pordenone-Reggiana           | 3-7           | 25 mar.       |
| 28 dic.      | 5-8          | Trissino-Bassano             | 1-10          | 25 mar.       |

## Play-off scudetto

### Tabellone
| Ottavi di finale | Ottavi di finale     | Ottavi di finale | Ottavi di finale | Ottavi di finale |  |   | Quarti di finale | Quarti di finale     | Quarti di finale | Quarti di finale | Quarti di finale |  |  | Semifinali | Semifinali       | Semifinali | Semifinali | Semifinali | Semifinali | Semifinali |  |  | Finale | Finale           | Finale | Finale | Finale | Finale | Finale |
|                  |                      |                  |                  |                  |  |   |                  |                      |                  |                  |                  |  |  |            |                  |            |            |            |            |            |  |  |        |                  |        |        |        |        |        |
|                  |                      |                  |                  |                  |  |   |                  |                      |                  |                  |                  |  |  |            |                  |            |            |            |            |            |  |  |        |                  |        |        |        |        |        |
|                  |                      |                  |                  |                  |  |   | 1                | Bassano              | 7                | 6                | 5                |  |  |            |                  |            |            |            |            |            |  |  |        |                  |        |        |        |        |        |
| 8                | CGC Viareggio        | 5                | 4                |                  |  | 8 | CGC Viareggio    | 1                    | 8                | 3                |                  |  |  |            |                  |            |            |            |            |            |  |  |        |                  |        |        |        |        |        |
| 1A2              | Sporting Viareggio   | 4                | 2                |                  |  |   |                  |                      |                  |                  |                  |  |  | 1          | Bassano          | 12         | 6          | 10         | 6          |            |  |  |        |                  |        |        |        |        |        |
|                  |                      |                  |                  |                  |  |   |                  |                      |                  |                  |                  |  |  | 4          | Amatori Lodi     | 9          | 7          | 1          | 5          |            |  |  |        |                  |        |        |        |        |        |
|                  |                      |                  |                  |                  |  |   | 4                | Amatori Lodi         | 7                | 6                |                  |  |  |            |                  |            |            |            |            |            |  |  |        |                  |        |        |        |        |        |
|                  |                      |                  |                  |                  |  | 5 | Monza            | 5                    | 4                |                  |                  |  |  |            |                  |            |            |            |            |            |  |  |        |                  |        |        |        |        |        |
|                  |                      |                  |                  |                  |  |   |                  |                      |                  |                  |                  |  |  |            |                  |            |            |            |            |            |  |  | 1      | Bassano          | 3      | 4      | 8      | 4      |        |
| 7                | Atl. Forte dei Marmi | 6                | 7                |                  |  |   |                  |                      |                  |                  |                  |  |  |            |                  |            |            |            |            |            |  |  | 2      | Amatori Vercelli | 5      | 5      | 6      | 8      |        |
| 10               | Trissino             | 3                | 5                |                  |  |   | 7                | Atl. Forte dei Marmi | 0                | 2                |                  |  |  |            |                  |            |            |            |            |            |  |  |        |                  |        |        |        |        |        |
|                  |                      |                  |                  |                  |  | 2 | Amatori Vercelli | 5                    | 3                |                  |                  |  |  |            |                  |            |            |            |            |            |  |  |        |                  |        |        |        |        |        |
|                  |                      |                  |                  |                  |  |   |                  |                      |                  |                  |                  |  |  | 2          | Amatori Vercelli | 3          | 3          | 5          | 4          | 5          |  |  |        |                  |        |        |        |        |        |
| 6                | Pordenone            | 8                | 6                |                  |  |   |                  |                      |                  |                  |                  |  |  | 3          | Novara           | 2          | 5          | 4          | 7          | 4          |  |  |        |                  |        |        |        |        |        |
| 3A2              | Villa d'Oro Modena   | 1                | 4                |                  |  |   | 6                | Pordenone            | 6                | 2                |                  |  |  |            |                  |            |            |            |            |            |  |  |        |                  |        |        |        |        |        |
|                  |                      |                  |                  |                  |  | 3 | Novara           | 7                    | 3                |                  |                  |  |  |            |                  |            |            |            |            |            |  |  |        |                  |        |        |        |        |        |
|                  |                      |                  |                  |                  |  |   |                  |                      |                  |                  |                  |  |  |            |                  |            |            |            |            |            |  |  |        |                  |        |        |        |        |        |

### Primo turno
L'AFP Giovinazzo (9ª classificata in Serie A2) rinunciò a disputare i play-off e fu sostituita dal Trissino che dette la propria disponibilità a disputare gli ottavi di finale quale 10ª squadra classificata, vista la rinuncia già data dal Castiglione (9ª classificata).

### Ottavi di finale
(8) CGC Viareggio vs. (1ªA2) Sporting Viareggio
| Viareggio 5 aprile 1986 Gara 1 | CGC Viareggio | 5 – 4 | Sporting Viareggio | Palazzo dello Sport |

| Viareggio 12 aprile 1986 Gara 2 | Sporting Viareggio | 4 – 2 | CGC Viareggio | Palazzo dello Sport |

(7) Atletico Forte dei Marmi vs. (10) Trissino
| Forte dei Marmi 5 aprile 1986 Gara 1 | Atl. Forte dei Marmi | 6 – 3 | Trissino | PalaForte |

| Forte dei Marmi 12 aprile 1986 Gara 2 | Trissino | 7 – 5 | Atl. Forte dei Marmi | Palasport via Dante |

(6) Pordenone vs. (3ªA2) Villa d'Oro Modena
| Pordenone 5 aprile 1986 Gara 1 | Pordenone | 8 – 1 | Villa d'Oro Modena | PalaMarmi |

| Modena 12 aprile 1986 Gara 2 | Villa d'Oro Modena | 6 – 4 | Pordenone | PalaMolza |

### Quarti di finale
(1) Bassano vs. (8) CGC Viareggio
| Bassano del Grappa 6 maggio 1986 Gara 1 | Bassano    | 7 – 1        | CGC Viareggio | PalaDolfin |
| \| \| \| \| \| Rizzitelli 12'26" Girardelli 13'42" Nunes 13'51", 23'??" A. Milani 26'??", 27'??" Fanha ?'??" \| Marcatori \| 34'??" Jaime \| \| António Livramento \| Allenatori \| Moreno Cosci \| |            |              |               |            |
| |            |              |               |            |
| Rizzitelli 12'26" Girardelli 13'42" Nunes 13'51", 23'??" A. Milani 26'??", 27'??" Fanha ?'??" | Marcatori  | 34'??" Jaime |               |            |
| António Livramento | Allenatori | Moreno Cosci |               |            |

| Arbitro: | Mottini (Novara) |

|                                                                                                   |            |                                                                              |
| Auladell 2'21", 9'35" Jaime 3'12", 7'20", 11'28" Paoli 35'22" Marabotti 42'37" Bertuccelli 45'06" | Marcatori  | 8'22", 22'10" Girardelli 14'00", 15'35" Fanha 34'00" Nunes 47'30" Rizzitelli |
| António Livramento                                                                                | Allenatori | Moreno Cosci                                                                 |

(4) Amatori Lodi vs. (5) Monza
| Arbitro: | Ruspa (Novara) |

|                                                                            |            |                                                                          |
| Rocha 5'07", 12'21", 27'48", 31'10" Luz 20'11" Ceccoli 21'23" Belli 31'33" | Marcatori  | 14'48 Citterio R. 35'37", 42'46" Aguero 37'35" Villani 44'25" Martinazzo |
| Rinaldo Uggeri                                                             | Allenatori | Antonio Caricato                                                         |

| Arbitro: | Poli (Viareggio) |

|                                                        |            |                                                                    |
| Villani 6'32" Citterio R. 33'55" Cesana 41'09", 49'16" | Marcatori  | 7'15", 16'43" Rocha 16'20", 43'57" Belli 36'46" Luz 42'45" Nava M. |
| Rinaldo Uggeri                                         | Allenatori | Antonio Caricato                                                   |

(2) Amatori Vercelli vs. (7) Atletico Forte dei Marmi
| Arbitro: | Vergalli (Reggio Emilia) |

|                                                                |            |              |
| Marzella 11'09", 20'25", 28'22", ??'??" Crudeli 13'17", 46'56" | Marcatori  |              |
| Alfredo Tarchetti                                              | Allenatori | Walter Luisi |

| Arbitro: | De Pietri (Reggio Emilia) |

|                            |            |                                        |
| Lepore 45'13" Luisi 45'51" | Marcatori  | 32'06", 36'14" Marzella 40'59" Trussel |
| Walter Luisi               | Allenatori | Alfredo Tarchetti                      |

(3) Novara vs. (6) Pordenone
| Novara 6 maggio 1986 Gara 1 | Novara     | 7 – 6                                                             | Pordenone | Palasport di Novara |
| \| \| \| \| \| Mariotti 12'51", 19'55", ??'??", ??'??" Rodriguez ??'??" Bernardini ??'??" \| Marcatori \| 2'17", 9'10", ??'??" Meroni 20'11", ??'??" Galliotto 24'31" Cairo \| \| Beniamino Battistella \| Allenatori \| Luciano Dall'Acqua \| |            |                                                                   |           |                     |
| |            |                                                                   |           |                     |
| Mariotti 12'51", 19'55", ??'??", ??'??" Rodriguez ??'??" Bernardini ??'??" | Marcatori  | 2'17", 9'10", ??'??" Meroni 20'11", ??'??" Galliotto 24'31" Cairo |           |                     |
| Beniamino Battistella | Allenatori | Luciano Dall'Acqua                                                |           |                     |

| Arbitro: | Del Carlo (Viareggio) |

|                                   |            |                                         |
| Santangelo A. 19'09" Cairo 30'44" | Marcatori  | 2'39", 33'28" Dal Lago 19'06" Rodriguez |
| Luciano Dall'Acqua                | Allenatori | Beniamino Battistella                   |

### Semifinali
(1) Bassano vs. (4) Amatori Lodi
| Arbitro: | Del Carlo (Viareggio) |

| |            |                                                                                               |
| Fanha 3'06", 8'06", 10'24", 13'51", 22'43", 40'06" Milani A. 12'07" Nunes 17'32", 27'32", 31'57", 41'55", 48'30" | Marcatori  | 9'40", 9'51", 21'37", 37'07", 40'00" Rocha 16'50", 24'28" Nava D. 29'54" Belli 48'36" Nava M. |
| Saccardo | Allenatori | Rinaldo Uggeri                                                                                |

| Arbitro: | Manetti (Follonica) |

|                                                                            |            |                                                                             |
| Ceccoli 4'33" Luz 24'53" Belli 27'07", 36'47" Rocha 26'06", 37'13", 59'08" | Marcatori  | 9'17", 41'06" Rizzitelli 33'26", 34'28" Milani A. 45'12" Nunes 47'41" Fanha |
| Rinaldo Uggeri                                                             | Allenatori | Saccardo                                                                    |

| Arbitro: | Brunner (Trieste) |

|                                                                                         |            |                |
| Nunes 6'50", 7'01", 7'43", 18'32", 18'50", 26'46", 38'28" Fanha 17'38" Milani A. 38'03" | Marcatori  | 27'37" Luz     |
| Saccardo                                                                                | Allenatori | Rinaldo Uggeri |

Manca il settimo gol del primo tempo, probabilmente un gol di Nunes.
| Arbitro: | Parato (Giovinazzo) |

|                                                    |            |                                                          |
| Rocha 2'43", 33'24", 48'10" Nava D. 29'37", 34'58" | Marcatori  | 5'11", 49'59" Nunes 12'55", 42'34", 44'43", 45'17" Fanha |
| Rinaldo Uggeri                                     | Allenatori | Saccardo                                                 |

(2) Amatori Vercelli vs. (3) Novara
| Arbitro: | Brunner (Trieste) |

|                                       |            |                           |
| Marzella 5'28", 39'26" Crudeli 25'53" | Marcatori  | 23'22", 25'32" Bernardini |
| Alfredo Tarchetti                     | Allenatori | Beniamino Battistella     |

| Arbitro: | Poli (Viareggio) |

|                                                                               |            |                                     |
| Barsi 5'28" (aut.) Bernardini 31'02", 33'56" Dal Lago 37'49" Rodriguez 43'24" | Marcatori  | 12'10" Barsi 31'44", 39'38" Crudeli |
| Beniamino Battistella                                                         | Allenatori | Alfredo Tarchetti                   |

| Arbitro: | Pancani (Pistoia) |

|                                                               |            |                                                                |
| Trussel 19'53" Crudeli 20'26", 33'29" Marzella 38'21", 45'41" | Marcatori  | 23'22", 45'09" Bernardini 28'52" Colamaria 40'37" Barsi (aut.) |
| Alfredo Tarchetti                                             | Allenatori | Beniamino Battistella                                          |

| Arbitro: | Del Carlo (Viareggio) |

|                                                                                           |            |                                                      |
| Bernardini 5'54", 40'28" Dal Lago 6'48", 16'28" Rodriguez 14'02", 49'10" Colamaria 35'08" | Marcatori  | 5'00", 32'22" Marzella 39'01" Crudeli 43'38" Trussel |
| Beniamino Battistella                                                                     | Allenatori | Alfredo Tarchetti                                    |

| Arbitro: | Brunner (Trieste) |

|                                                        |            |                                                 |
| Trussel 17'51" Marzella 17'58", 38'06", 38'55", 49'59" | Marcatori  | 3'27", 12'00" Bernardini 9'48", 48'42" Mariotti |
| Alfredo Tarchetti                                      | Allenatori | Beniamino Battistella                           |

### Finale
(1) Bassano vs. (2) Amatori Vercelli
| Bassano del Grappa 11 giugno 1986 Gara 1 | Bassano    | 3 – 5 referto                                                        | Amatori Vercelli | PalaDolfin |
| \| \| \| \| \| Nunes 22'30", 49'??" Milani A. ??'??" \| Marcatori \| 16'??", ??'??" Trussel ??'??" (rig.), 43'??" Marzella ??'??" Crudeli \| \| Saccardo \| Allenatori \| Alfredo Tarchetti \| |            |                                                                      |                  |            |
| |            |                                                                      |                  |            |
| Nunes 22'30", 49'??" Milani A. ??'??" | Marcatori  | 16'??", ??'??" Trussel ??'??" (rig.), 43'??" Marzella ??'??" Crudeli |                  |            |
| Saccardo | Allenatori | Alfredo Tarchetti                                                    |                  |            |

| Arbitro: | Aldovieri (Monza) |

|                                                        |            |                                                                     |
| Barsi ?'??", ?'??" Fietta ?'??", ??'??" Trussel ??'??" | Marcatori  | ??'??" Fanha ??'??" Milani A. ??'??" Rizzitelli ??'??" Barsi (aut.) |
| Alfredo Tarchetti                                      | Allenatori | Saccardo                                                            |

| Bassano del Grappa 19 giugno 1986 Gara 3 | Bassano    | 8 – 6 referto                                                              | Amatori Vercelli | PalaDolfin |
| \| \| \| \| \| Girardelli 3'??", ??'??" Nunes 7'??", ??'??" Fanha ??'??" Milani A. 18'??", 27'??" Rizzitelli ??'??" \| Marcatori \| 10'??" Crudeli ??'??", ??'??" Barsi 27'??" Trussel 36'??", ??'??" Marzella \| \| Saccardo \| Allenatori \| Alfredo Tarchetti \| |            |                                                                            |                  |            |
| |            |                                                                            |                  |            |
| Girardelli 3'??", ??'??" Nunes 7'??", ??'??" Fanha ??'??" Milani A. 18'??", 27'??" Rizzitelli ??'??" | Marcatori  | 10'??" Crudeli ??'??", ??'??" Barsi 27'??" Trussel 36'??", ??'??" Marzella |                  |            |
| Saccardo | Allenatori | Alfredo Tarchetti                                                          |                  |            |

| Arbitro: | Brunner (Trieste) |

|                                                                                        |            |                                                      |
| Fietta 2'??", 4'??" Trussel 3'??", 18'??" Raglin 22'??", 30'??", 33'06" Crudeli 31'??" | Marcatori  | 33'??", ??'??", ??'??" (rig.) Milani A. ??'??" Nunes |
| Alfredo Tarchetti                                                                      | Allenatori | Saccardo                                             |

## Verdetti
| Verdetto                          | Club                                  |
| --------------------------------- | ------------------------------------- |
| Campione d'Italia 1985-1986       | Amatori Vercelli (3º titolo)          |
| Qualificato in Coppa dei Campioni | Amatori Vercelli                      |
| Qualificato in Coppa delle Coppe  | Novara                                |
| Qualificate in Coppa CERS         | Amatori Lodi Pordenone                |
| Retrocesse in Serie A2            | Roller Monza Follonica Amatori Modena |

### Squadra campione
Elenco giocatori della squadra campione:

| N° | Naz.                   | Ruolo      | Sportivo                |  |  |  |
| -- | ---------------------- | ---------- | ----------------------- |  |  |  |
|    | Italia (bandiera)      | Difensore  | Alessandro Barsi        |  |  |  |
|    | Italia (bandiera)      | Portiere   | Gionata Coppola         |  |  |  |
|    | Italia (bandiera)      | Difensore  | Roberto Crudeli         |  |  |  |
|    | Italia (bandiera)      | Portiere   | Massimiliano De Angelis |  |  |  |
|    | Italia (bandiera)      | Attaccante | Claudio Fietta          |  |  |  |
|    | Italia (bandiera)      | Difensore  | Angelo Francazio        |  |  |  |
|    | Italia (bandiera)      | Portiere   | Angelo Guanziroli       |  |  |  |
|    | Italia (bandiera)      | Attaccante | Giuseppe Marzella       |  |  |  |
|    | Italia (bandiera)      | Attaccante | Stefano Orso            |  |  |  |
|    | Stati Uniti (bandiera) | Attaccante | John Waine Raglin       |  |  |  |
|    | Italia (bandiera)      | Difensore  | William Rebottini       |  |  |  |
|    | Stati Uniti (bandiera) | Attaccante | James Alan Trussel      |  |  |  |

- Allenatore:  Alfredo Tarchetti

### Libri
- Paolo Virdi, 50 minuti di gloria. Gli anni moderni dell'hockey pista. Volume 1, Lodi, Lodinotizie, 2012, ISBN 978-88-908803-0-8.
- FIHP-LNHP, Guida ai campionati 1984-1985, 1986-1987, 1987-1988, 1988-1989 e 1989-1990, Monza (MI), FIHP-LNHP, settembre 1984, 1986, 1987, 1988 e 1989, retrospettiva dei campionati gestiti dalla LNHP per le Serie A1 e A2 in fondo alla guida con calendari, classifiche finali, play-off e Coppa Italia di tutti i campionati precedenti la presentazione di quello nuovo.
- Giorgio Naccari, Profili giocatori 1984-1985 - tutti i giocatori dalla A1 alla Serie D con dati anagrafici, Roma, Viale Tiziano 70, FIHP, stampa Tipografia Cardoni, 1984,  pp. 9-61.
- Consorzio Etruria Hockey Follonica, Benvenuti a Hockey City, 1936-2007 - Follonica in vetta al mondo, Empoli (FI), Geo Edizioni S.r.l., 2008,  p. 190.

### Giornali
- Il Cittadino di Monza e Brianza, edizione del giovedì, Il Cittadino, 1984 e 1985, che ha sempre pubblicato i risultati nell'edizione del giovedì. Giornale conservato microfilmato presso la Biblioteca Nazionale Braidense di Milano e la Biblioteca Comunale di Monza.
- Lo sportivo, settimanale del martedì, Editoriale Giovanni Pivetta (aut. Trib. di Monza n. 455 del 31 ottobre 1983), 1985, che ha sempre pubblicato i risultati del Monza e del Roller. Giornale conservato microfilmato presso la Biblioteca Nazionale Braidense di Milano e la Biblioteca Comunale di Monza.
- Il Corriere di Monza e Brianza, edito il martedì, dir. resp. Giovanni Ardigò, Monza 83 S.r.l., Piazza Corridoni 4, aut. Tribunale di Monza n. 437 del 21 aprile 1983, 1985 e 1986, che ha sempre pubblicato i risultati del Monza, del Roller Monza, del Seregno e del Monza 83. Giornale conservato microfilmato presso la Biblioteca Nazionale Braidense di Milano e la Biblioteca Comunale di Monza.
- TuttoHockey, settimanale di hockey pista, prato e ghiaccio - dir.resp. Giorgio Naccari, Novara, supplemento a Record, aut. Trib. di Novara n.22 del 22 settembre 1980, 1985 e 1986, che ha sempre pubblicato i report della LNHP.
- Record, settimanale di sport, cronaca, attualità, tempo libero, Novara, Via Morera 5, Record, aut. Trib. di Novara n.22 del 22 settembre 1980, 1985 e 1986, che ha sempre pubblicato i tabellini dell'Hockey Novara e della Rotellistica Novara.
- La Stampa, Archivio storico La Stampa, quotidiano di informazione di Torino, varie edizioni, su archiviolastampa.it, anni 1985 e 1986, giornali disponibili microfilmati presso la Biblioteca comunale centrale di Milano (Palazzo Sormani).